# Eme Ufot Ekaette
Eme Ufot Ekaette (21 tháng 7 năm 1945) là tên của một chính trị gia người Nigeria đại diện cho khu vực phía nam của bang Akwa Ibom, Nigeria. Bà nhận chức vào ngày 29 tháng 5 năm 2015. Đảng phái của bà là đảng Dân chủ (tên tiếng Anh: People's Democratic Party).Chồng bà là ông Ufot Ekaette, vốn là một công chức cao cấp sau đó được bổ nhiệm làm thư ký cho chính phủ liên bang (SGF) vào ngày 29 tháng 5 năm 1999 bởi tổng thống Olusegun Obasanjo và sau đó là trở thành bộ trưởng liên bang Niger trong bộ nội của tổng thống Umaru Yar'Adua.

## Học vấn và sự nghiệp

### Học vấn
Bà nhận được bằng cử nhân ngành dược ở đại học Obafemi Awolowo, thành phố Ife, Tây Nam Nigeria vào năm 1970.

### Sự nghiệp
Sau đó bà trở thành quản lí dược ở liên đoàn dầu khí quốc gia Nigeria, trưởng dược sĩ ở bệnh viện quân đội, giám đốc điều hành của Safi Pharm, Ủy viên của UBEC và giám đốc của ngân hàng Union.
Sau khi đắc cử ở vị trí thượng nghị sĩ trong thượng viện năm 2007, bà được bổ nhiệm vào ủy ban phụ nữ và thanh thiếu niên, ủy ban nợ trong và ngoài nước, ủy ban sức khỏe và môi trường. Khoảng giữa nhiệm kì của bà là tháng 5 năm 2009, Thisday đã nói rằng bà không tài trợ cho bất kì dự luật được thông qua nào, nhưng bù lại, bà đã thể hiện sự lãnh đạo tận tâm cho ủy ban của mình
. Ngay sau đó, bà đã tài trợ cho dự luật trang phục khiếm nhã. Dự luật này quy định phụ nữ không được ăn mặc hở ngực, rốn hay mặc quần áo ngắn quá mức ở những nơi công cộng, nếu vi phạm sẽ bị xử phạt ba tháng tù giam. Dự luật này được trình bày tại đại hội đồng Liên hiệp quốc và bị chỉ trích. Và nó cũng là vấn đề gây nhiều tranh cãi ở Nigeria.